# Attila cinnamomeus
Attila cinnamomeus là một loài chim trong họ Tyrannidae.